# ペータース (出版社)

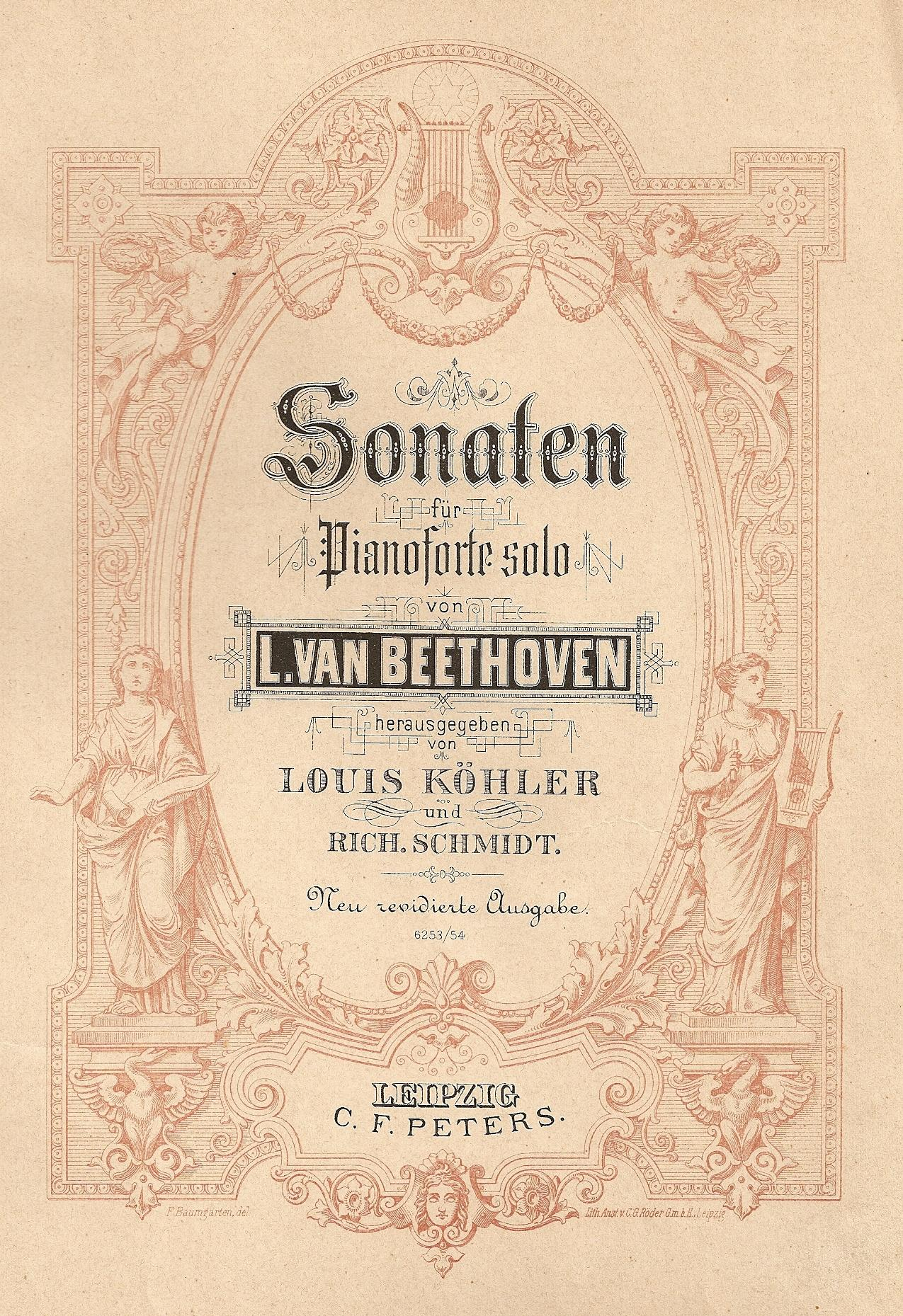
ペータース刊のベートーヴェン・ピアノソナタの楽譜（1890年頃）

ペータース (Peters) は、ドイツ発祥の楽譜出版社である。ドイツのライプツィヒ、イギリスのロンドン、アメリカのニューヨークに拠点を持つ。
2023年にWise Music Group傘下となる。

## 歴史
1800年、ライプツィヒにて、作曲家フランツ・アントン・ホフマイスターとアンブロジウス・キューネルによって、ホフマイスター・ウント・キューネル・ビュロー・ドゥ・ミュジック (Hoffmeister & Kühnel, Bureau de Musique) として創立。1814年、カール・フリードリヒ・ペータースに買収され、社名がC.F. Petersになる。
1939年に創業者のヒンリクセン一族はナチス・ドイツに会社を没収された。戦後に返還されたものの、1950年に東ドイツのドイツ社会主義統一党によって再び国有化される。これにより、ペータース社は西ドイツ支配下のフランクフルトへと移転し、ライプツィヒの店はVEB Edition Peters（VEBは「人民所有企業」の意）となった。
結局、ドイツ再統一後の1993年にヒンリクセン一族のペータース社は東側のVEB Edition Petersを吸収合併し、こちらも統一された。その後も本社はフランクフルトに置かれ続けていたが、2014年に創業の地であるライプツィヒに復帰した。
2023年にChester, Leducなどのブランドを所有するWise Music Group傘下となることが同社からリリースされた。

## 備考
Edition Petersは、1867年に創設された一連の楽譜編纂に由来する。それらは、今でも通例特徴的な表紙で示されている。
関連会社として、コレクション・リトルフ社 (Collection Litolff)、シュヴァン社 (Schwann Verlag)、C.F. カーント社 (C. F. Kahnt Musikverlag) がある。これらは、Petersilien（パセリの意）という愛称で数十年来の協業関係にある。